# Keil

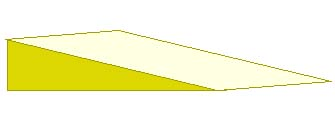
Grundform des Keils

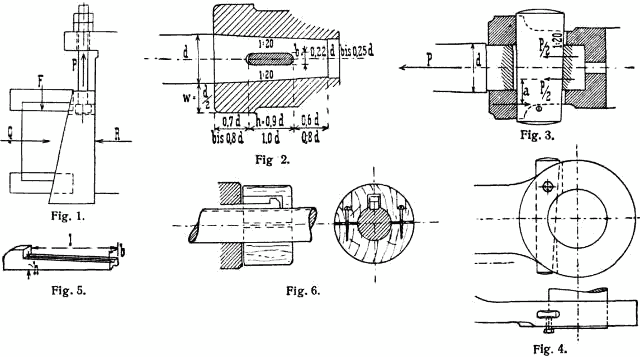
Anwendungen

Ein Keil ist ein Körper, bei dem zwei Seitenflächen unter einem spitzen Winkel zusammenlaufen.
Keile werden als Werkzeug zum Spalten und zur Kraftübertragung verwendet, wobei das mechanische Prinzip der schiefen Ebene genutzt wird. Die in Richtung der Keilspitze bzw. der „Schneide“ wirkende Kraft wird danach neben der vorwärts gerichteten Kraft auch in eine im rechten Winkel dazu wirkende Teilkraft zerlegt. Diese Normalkraft bewirkt je nach Winkel des Keils über die Reibung ein Beharren oder eine Bewegung der auf den Keil wirkenden Lasten.
Auch die Wirkung von Schneidwerkzeugen wie Beil und Messer und von Verbindungselementen wie Nagel und Schraube beruht auf dem Prinzip des Keils.
Der Keil aus Holz, Stein oder Metall ist eine der frühesten Erfindungen der Menschheit. Die Wirksamkeit des Keils wird durch die bei seiner Anwendung entstehende Reibung sowie seine Festigkeit begrenzt. Ein Keil muss nicht immer aus hartem Material sein, um seine Wirksamkeit zu entfalten. Beim Aquaplaning (Wasserglätte) kann die Keilwirkung des Wassers erheblich sein, wenn sich der Autoreifen auf der Straße mit einer gewissen Geschwindigkeit bewegt.
In der Natur findet sich das Prinzip des Keils unter anderem bei speziellen Schnabelformen mancher Vögel, beispielsweise bei Specht, Löffler oder Eisvogel („Eisenkeil“).